# 辛普森海崖
72°27′S 96°6′W / 72.450°S 96.100°W
辛普森海崖（英語：Simpson Bluff），是南極洲的海崖，位於埃爾斯沃思地的瑟斯頓島東端，處於列夫科冰川和薩維奇冰川之間，以美國海軍的空勤人員命名，現時由南極條約體系管理。